# Cordia africana
Cordia africana es un árbol de la familia, Boraginaceae, nativo de África. A veces se llama Cordia abissinia lo que implica que es posible que primero se haya identificado a partir de especímenes que crecen allí. La madera comercial también se denomina Cordia y es de gran valor comercial. Se considera un sustituto de la teca.

## Usos
Cordia africana se ha utilizado en la fabricación de tambores. Entre ellos el famoso tambor Akan, uno de los pocos objetos conservados que hizo la ruta de los esclavos, y que fue hallado en Virginia. Ha sido identificado como procedente de África y está hecho con madera de Cordia africana. Ahora se encuentra en el Museo Británico.
Esta madera también fue llamada en algún momento "teca de Sudán" y se ha utilizado para la fabricación de aparadores, muebles de alta calidad, obtención de chapas y construcción en general. La madera se puede utilizar para la fabricación de colmenas ya que es inodora y cómoda para sus ocupantes. Mella menos las herramientas que la teca o el iroco. Sus flores producen polen en abundancia. Además suministra mucha cantidad de hojas para forraje y su fruto es comestible. Peso específico normal 0,410.

## Taxonomía
Cordia africana fue descrita por Jean-Baptiste Lamarck y publicado en Tableau Encyclopédique et Methodique ... Botanique 1: 420. 1792.
Etimología
Cordia: nombre genérico otorgado en honor del botánico alemán Valerius Cordus (1515-1544).
africana: epíteto geográfico que alude a su localización en África
Sinonimia
- Cordia abyssinica R.Br. ex A.Rich.
- Cordia abyssinica R. Br.
- Cordia holstii Gürke ex Engl.
- Cordia unyorensis Stapf
- Gerascanthus africanus (Lam.) Borhidi
- Gerascanthus holstii (Gürke ex Engl.) M.Kuhlm. & Mattos[5]